# Velika mošeja Meknesa
Velika mošeja v Meknesu (arabsko مسجد مكناس الكبير) je zgodovinska glavna mošeja (petkova mošeja) starega mesta (medine) Meknesa v Maroku. Je največja in najpomembnejša mošeja v starem mestu in eden njegovih najstarejših spomenikov.

## Zgodovinsko ozadje
Tako kot mnoge velike mošeje v drugih maroških mestih (npr. mošeja Ben Jusuf v Marakešu ali al-Karauin v Fesu ali velika mošeja Salé v Saléju) mošeja stoji v središču starega mesta in je zasidrana v njegovem najpomembnejšem trgovskem in verskem okrožju, ki vključuje glavne mestne ulice suk (imenovane tudi kajsarija ali kisaria) in njene glavne zgodovinske medrese, vse v bližini mošeje.
Domneva se, da je bila mošeja zgrajena v 12. stoletju pod dinastijo Almoravidov. Doživelo je pomembno obnovo in razširitev pod almohadskim kalifom Mohamedom al-Nasirjem (vladal 1199–1213), ki je med drugim vanjo preusmeril nov vir vode iz izvira 9 kilometrov južno od mesta. Iz almohadskega obdobja mošeja ohranja tudi velik in okrašen bakren lestenec, ki je po slogu podoben velikemu almohadskemu lestencu v mošeji al-karauin v Fesu.
Mošeja je bila v 14. stoletju pod Marinidi ponovno podvržena večjim obnovitvam. Med drugim so popravili minaret, potem ko se je prej zrušil in ubil 7 vernikov. Marinidi so bili še posebej odgovorni za gradnjo glavnih medres v mestu, ki so krožile okoli mošeje. Te so vključevale bližnjo medreso Bou Inania (zgrajeno leta 1336) in dve drugi medresi, medreso Al-Kadi in medreso Šuhud, ki ju je vse zgradil sultan Abu el-Hasan. Abu el-Hasan je mošeji dodal tudi knjižnico in poskrbel, da so številni islamski učenjaki poučevali v mošeji.
Nazadnje so se pod alavitskimi sultani zgodile nadaljnje obnove in spremembe. Mulaj Ismail (vladal 1672–1727) je preoblikoval območje mihraba in mošeji podaril sedanji minbar, anazo in nekaj vodnjakov na dvorišču. Mulaj Mohamed ben Abdalah (vladal 1757–1790) je zgradil minaret, ki stoji danes.

## Arhitektura
Oblika in postavitev mošeje je značilna za tradicionalne maroške ali severnoafriške mošeje. Ima površino okoli 3500 kvadratnih metrov. Sestavljen je iz obsežne notranje molitvene dvorane, katere glavno območje (južno od dvorišča) je razdeljeno na devet ladij z vrstami lokov, ki potekajo vzporedno z južno/jugovzhodno steno (tj. stena kible, stena v smeri molitve). Oboki in stebri so navadni, tla pa so prekrita s preprogami. Po sredini molitvene dvorane, ki poteka približno od severa proti jugu in pravokotno na južno steno, je osrednja 'ladja', ki je nekoliko bolj izstopajoča od preostalega prostora okoli nje in vodi proti mihrabu (niši, ki simbolizira smer molitve). Sam mihrab je okrašen z izrezljano in poslikano štukaturo in izvira iz preoblikovanja pod Mulaj Ismailom (vladal 1672–1727). Iz tega časa je tudi bližnji minbar (prižnica mošeje).
V severnem delu mošeje je veliko dvorišče (sahn) z osrednjim vodnjakom za pomoč pri umivanju. Dvorišče je tlakovano z zellij ploščicami in je s treh strani obdano z molilnico in njenimi oboki, medtem ko je na severni strani eden od glavnih vhodov v mošejo. Z dvorišča je v molitveno dvorano mogoče vstopiti skozi katerega koli od okoliških lokov, vendar je srednji lok na južni strani dvorišča, nasproti vhoda v mošejo in ustreza loku osrednje ladje, ki vodi proti mihrabu, obdan z bogato izrezljano in poslikano štukaturo. Njegovo odprtino prekriva tudi okrašen lesen paravan z motivi mihraba, imenovan anaza, ki deluje kot zunanji ali 'poletni' mihrab za molitve, ki se odvijajo na dvorišču. Anaza je bogato izrezljana in ima podobno obliko kot anaze iz marinidskega obdobja, kot je tista v mošeji Karauinn v Fesu, dokončana leta 1290, vendar je datirana v leto 1715 in je bila torej izdelana pod vladavino Mulaj Ismaila.:287–288
Zunanjost mošeje v veliki meri zakrivajo okoliške stavbe in gosto mestno tkivo starega mesta. Mošeja ima 11 vrat in enega od glavnih vhodov na zahodu, imenovanega Bab al-Kutub (Vrata knjig), uokvirjajo bogati štukaturni okrasi in nadstrešek iz izklesanega in poslikanega lesa. Od zgoraj se mošeja odlikuje po vrstah poševnih streh z zelenimi ploščicami ter po velikem in izrazitem minaretu. Sedanji minaret je iz obdobja vladavine alavitskega sultana Mulaja Mohameda ben Abdalaha (vladal 1757–1790). Tako kot drugi maroški minareti ima dolg kvadraten stolp, ki ga kronajo stilizirane cine in na vrhu veliko manjši in krajši stolp, ter železen zaključek, ki drži štiri zlate bakrene krogle. Štiri fasade minareta so pokrite s površino bleščečih zelenih ploščic iz fajanse, ki so značilna lastnost minaretov v Meknesu. V bližini vznožja minareta, ki gleda na dvorišče mošeje, je dar al-muvakit ali tradicionalna soba za časomerilca mošeje.